# Puerta de los Leones (Ciudad de México)
La Puerta de los Leones o Entrada de los Leones es la puerta principal del Bosque de Chapultepec de la Ciudad de México, en Paseo de la Reforma. Da acceso al bosque en su primera sección para dar paso a la Calzada Juventud Heroica. Es obra del arquitecto Antonio Muñoz García.

## Descripción
La Puerta de los Leones es el acceso al bosque en su primera sección, dando paso al Jardín de Leones, zona verde que perteneció originalmente al pueblo de San Miguel Chapultepec y en donde se localizó su iglesia principal. En ella inicia la Calzada Juventud Heroica, misma que cruza mediante el Puente de los Leones el Circuito Interior —hecho en 1975— y da paso al Altar a la Patria. Debe su nombre a las dos esculturas de leones esculpidas en bronce por el artista francés Bernard Gardet que flanquean a la puerta de hierro, mismas que están colocadas en dos pedestales estilo art decó de granito proveniente de Alemania, Canadá y Zacatecas. Los pedestales sirven como caseta de vigilancia, misma a la que se accede por una puerta de hierro con un relieve de un águila con las alas extendidas. La puerta de hierro fue fundida por N. Norris por un modelado del escultor J. Tovar.

## Historia
Las esculturas estuvieron destinadas originalmente al Palacio Legislativo que el arquitecto Emile Bénard construía desde 1898, mismo que tras la Revolución mexicana sería abandonado y que en 1935 se convertiría en el Monumento a la Revolución. Al igual que otras piezas escultóricas que integrarían el edificio, los leones fueron retirados del mismo.
La puerta fue inaugurada el 17 de septiembre de 1921.

## Galería

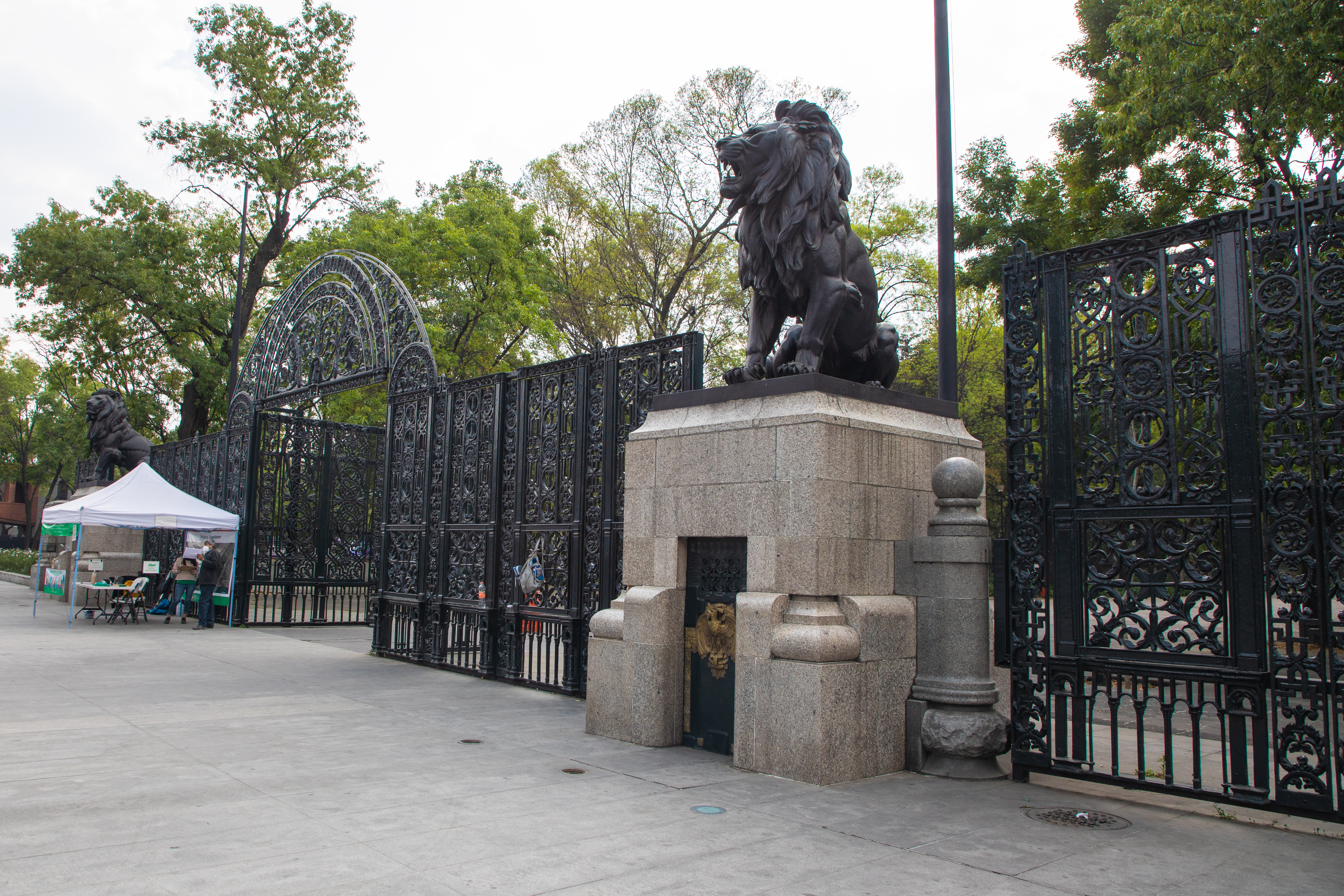
Vista lateral de la puerta
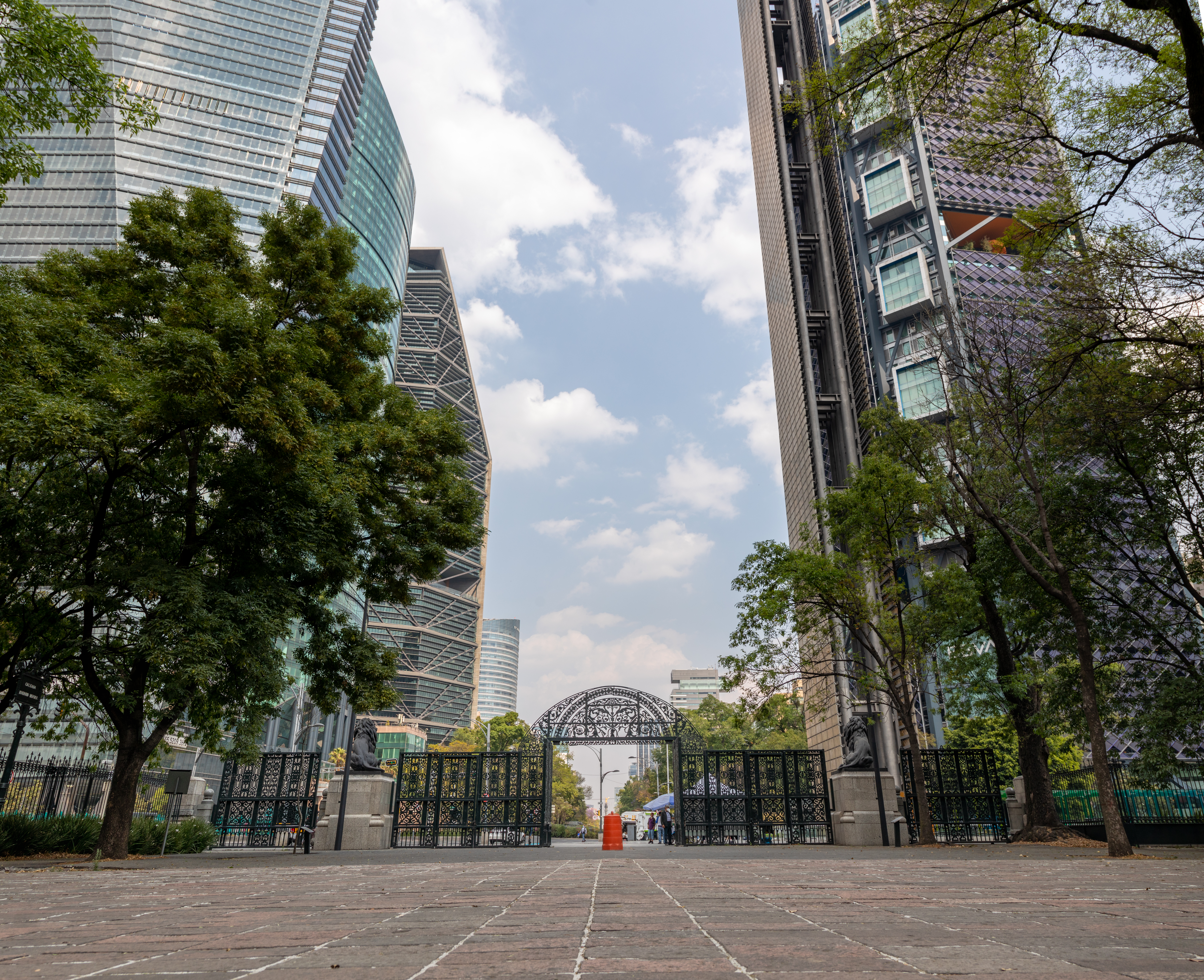
Vista posterior hacia Paseo de la Reforma con la Torre Mayor y la Torre BBVA al fondo.
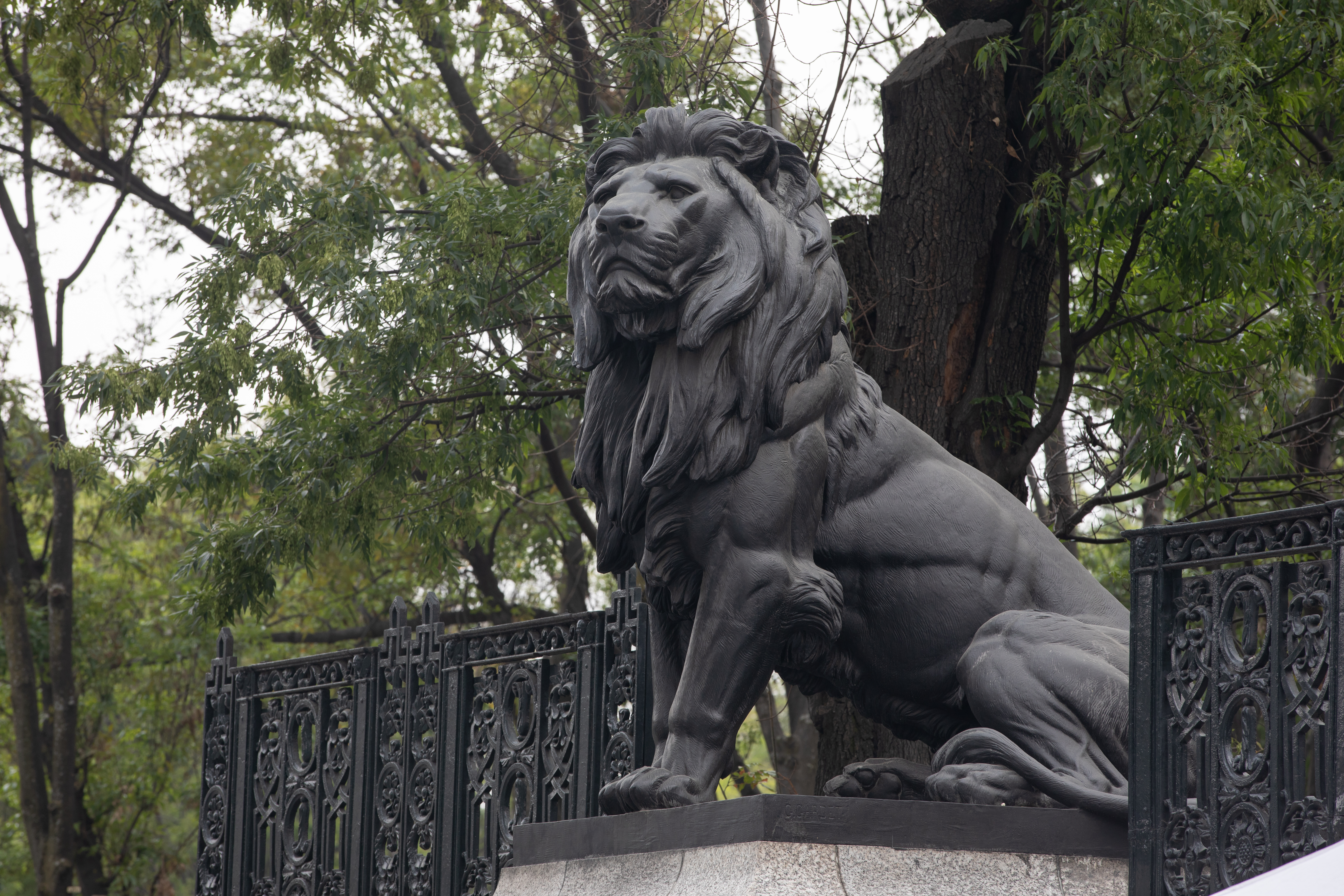
Escultura de león en el pedestal izquierdo.
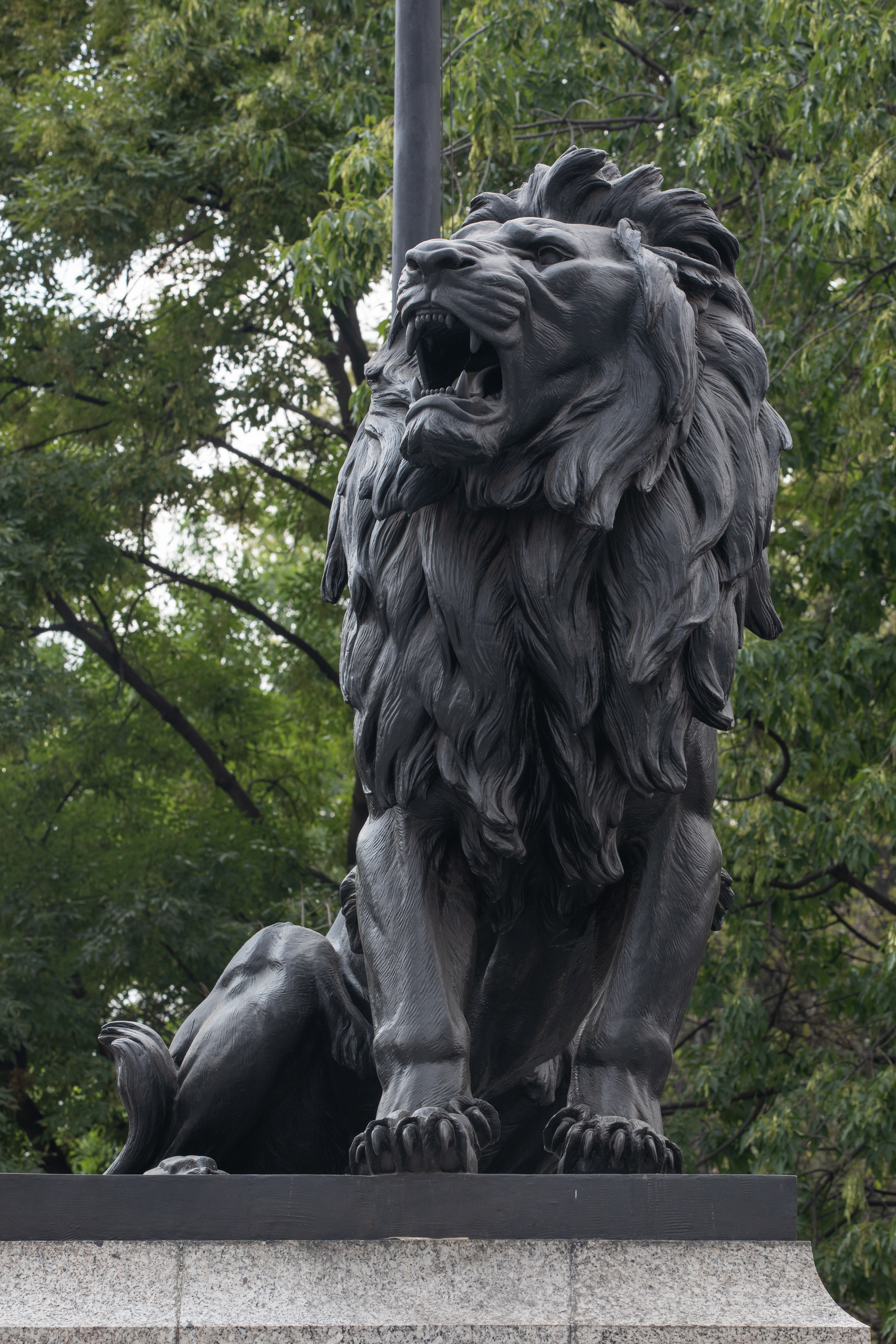
Escultura de león en el pedestal derecho.
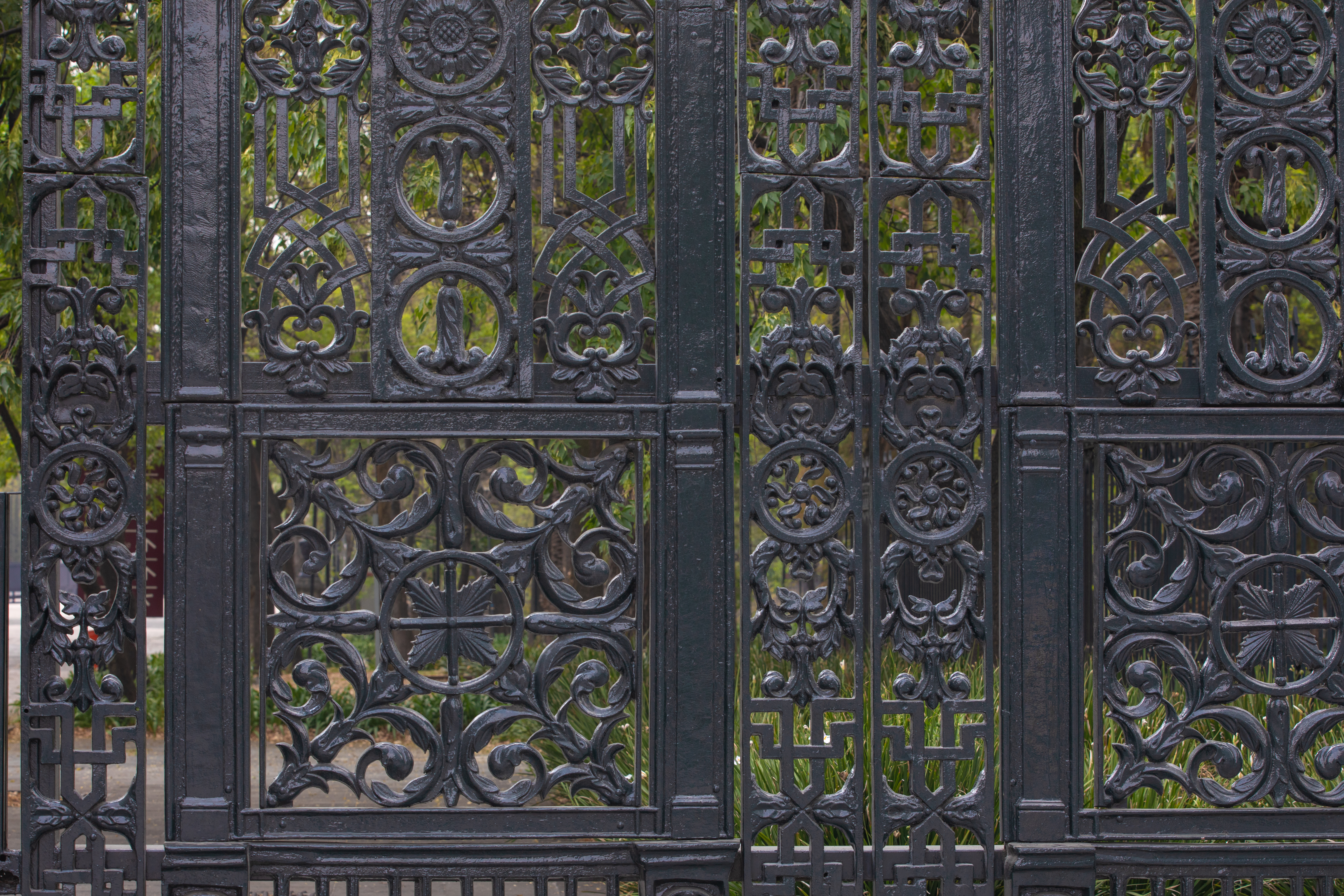
Detalle de la reja.